# Rhaconotus iterabilis
Rhaconotus iterabilis är en stekelart som beskrevs av Sergey A. Belokobylskij och Chen 2004. Rhaconotus iterabilis ingår i släktet Rhaconotus och familjen bracksteklar. Inga underarter finns listade i Catalogue of Life.